# Нічниця велика
Нічниця велика або звичайна нічниця (Myotis myotis) — рідкісний вид кажанів родини лиликових (Vespertilionidae). Маса представників зазвичай становить 16–40 г, довжина тіла 62–83 мм, довжина хвоста 51–60 мм, довжина передпліччя 57–66 мм, розмах крил 35–43 см.

## Зовнішній вигляд
Вуха середньої довжини, широкі; маска майже не оволоснена, з рожевою шкірою; ступня з кігтями приблизно рівна половині гомілки. Крила великі, широкі. Криловая перетинка кріпиться до підстави зовнішнього пальця ступні. Епіблема нерозвинена. Хутро довге, нерівне. Забарвлення спини від попелясто-сірого до оливково-бурого, черева — сірувато- або палево-білясте.

## Розповсюдження
Велика нічниця поширена в лісовій зоні від Західної Європи (включаючи Велику Британію) до заходу Білорусі, Молдови і південного заходу України.
На території України поширені у печерах Тернопільської та Чернівецької областей; зокрема велика кількість особин у печері Угринь, Чортківського району, Тернопільської області, де нічниці розмножуються та впадають у зимову сплячку.

## Поведінка

Великі нічниці під час зимової сплячки збираються у великі зграї для кращого виживання

Селиться в печерах і старих штучних спорудах. Вилітає на полювання пізно, політ спокійний, маневрений. Годуються зазвичай в листяних лісах, або на галявинах, полюючи в повітрі і збираючи з підстилки комах та інших безхребетних. Ехолокаційні сигнали середньої інтенсивності в діапазоні 65–25 кГц, з максимальною амплітудою на частоті біля 35–40 кГц. 

## Розмноження
Розмножується на початку літа, виводкові колонії складають до кількох тисяч самок, самці зазвичай тримаються відокремлено. Зимує в різних підземних притулках, в межах 100–150 км від літніх місць мешкання. Спаровування після закінчення лактації або протягом зимування. Приносить 1 дитинча в кінці травня — початку червня, вагітність триває близько 60 діб, лактація — близько 40 діб.
В місцях співіснування з нічницею гостровухою формує гібриди з нею. Гібридні особини описано, зокрема, із Закарпаття й Буковини, а також з Румунії (див. також гібриди ссавців).